# Kingdom Hearts 3
Kingdom Hearts III (キングダム ハーツIII, Kingudamu Hātsu Surī) est un jeu vidéo d'action-RPG développé et édité par Square Enix, sorti sur PlayStation 4 et Xbox One le 25 janvier 2019 au Japon et le 29 janvier 2019 dans le reste du monde. L'histoire prend place directement après Dream Drop Distance et Sora part à la recherche de la « clé pour faire revenir les cœurs », pendant que Riku et Mickey cherchent des porteurs de la Keyblade. Le jeu est le dernier volet de la « saga Xehanort », mais ne sera pas l'épisode final de la série.
Le jeu est le dixième épisode de la série Kingdom Hearts.

## Trame

### Univers
Le jeu comporte des mondes déjà présents dans les anciens épisodes de la série, comme celui de Pirates des Caraïbes, Hercule et Winnie l'Ourson. Pour la plupart, il s'agit de nouvelles franchises : Les Nouveaux Héros sorti en 2014, Raiponce sorti en 2010, Toy Story sorti en 1995, La Reine des neiges sorti en 2013, Monstres et Cie sorti en 2001 et Ratatouille sorti en 2007.

### Personnages
Kingdom Hearts III marque le retour du trio formé par Sora, un porteur de la Keyblade, Donald et Dingo, qui devra affronter les membres de la Véritable Organisation XIII, une deuxième formation prenant la succession de celle vue dans Kingdom Hearts II et menée par Maître Xehanort, le plus puissant des Maîtres de la Keyblade. Les héros partiront sur les traces des premiers maîtres de la Keyblade à avoir déjoué les plans de Xehanort : Aqua, Terra et Ventus, vus dans Birth by Sleep.
Plusieurs personnages issus de films Disney font leur apparition : les habitants de la Forêt des rêves bleus (Winnie l'ourson, Porcinet, Tigrou, ...), Woody et Buzz l'Eclair de Toy Story, Elsa, Anna, Kristoff et Olaf de La Reine des Neiges.

### Scénario
Aqua errait dans le Domaine des Ténèbres depuis 10 ans, quand Riku et le roi Mickey décidèrent de se lancer à sa recherche.
Sora, Donald et Dingo, de retour à la Tour Mystérieuse, prennent leurs ordres de Yen Sid. Le sorcier explique à Sora qu'il n'avait pas réussi à maîtriser le « Pouvoir de l'éveil » (la capacité de retrouver les cœurs perdus) lors de l'examen, ce dernier aurait également perdu tous ses pouvoirs à la suite de sa perte de conscience. En voyant le jeune garçon démotivé, Yen Sid annonce à Sora que toutefois, une personne qui aurait perdu ses pouvoirs et les aurait récupérés, un vrai héros, serait capable de l'aider. Dingo se rappelle d'une phrase que Yen Sid répétait souvent « Que votre cœur soit la clef qui vous guide », cette citation donne une idée à Sora, qui tend sa Keyblade et fait apparaître un portail. Le trio se mit en route vers le Colisée de l'Olympe, ils découvrirent le Colisée en très mauvais état.
Après avoir triomphé d'Hadès et de ses titans, les héros sont de retour à la Tour Mystérieuse, réunis avec Riku et Mickey, qui n'ont pas réussi à retrouver Aqua. Kairi et Lea, de leur côté, étaient en train de s'entraîner, étant de nouveaux porteurs de la Keyblade. Sora, Donald et Dingo parcourent les mondes à leur portée, laissant à Ienzo la charge de fouiller dans les recherches d'Ansem le Sage trouver le moyen de réunir les Maîtres de la Keyblade capables de combattre la véritable Organisation XIII. L'ex membre découvrit ainsi que le cœur de Sora contenait celui de Roxas mais aussi de Ventus et de Xion. Riku découvre comment certains membres de la Véritable Organisation XIII, défaits par le passé, sont revenus : Even aurait mis au point des « répliques », des corps artificiels qu'ils utilisent comme réceptacle pour leurs cœurs, et Ienzo eut l'idée d'utiliser une réplique pour ramener Roxas et Naminé. Alors que Ansem le chercheur des ténèbres (alias le sans-coeur de Xehanort) retrouve Ansem le Sage dans les ténèbres et l'en sort, Even, désirant se racheter, trahit la Véritable Organisation XIII et laisse une réplique vide à Ienzo.
Riku et Mickey tentèrent de contenir Aqua, corrompue par les ténèbres, jusqu'à l'arrivée de Sora qui ouvrit le passage avec la Keyblade de Maître Eraqus et parvint à ramener Aqua dans la lumière. Elle les mena au Manoir Oblivion, dont elle redonna la véritable forme pour retrouver Ventus, dans un profond sommeil. Vanitas apparut et tenta de tuer le Maître endormi. Sora fit alors appel au Pouvoir de l'Eveil et Ventus sortit de sommeil à temps pour faire fuir son adversaire. Les sept porteurs de Keyblade sont réunis et partirent pour la Nécropole des Keyblades pour le combat contre la Véritable Organisation XIII. Un Terra possédé invoque une nuée gigantesque de Sans-cœur qui emporte les héros. Sora se réveille dans le Monde final, un paradis limbique où il reforme son corps avant de ramener les cœurs de ses alliés dans le passé avec le Pouvoir de l'éveil. Il parvient cette fois à repousser la nuée de Sans-cœur et aide ses amis à vaincre les membres de la Véritable Organisation XIII. Pendant les combats, Terra reprend le contrôle de son corps, Lea retrouve Xion et Roxas. Il ne reste que Maître Xehanort, qui détruit le corps de Kairi pour former la χ-blade ouvrant le passage vers Kingdom Hearts. Sora, Donald et Dingo piègent Xehanort en utilisant son pouvoir de manipulation de l'espace et du temps contre lui et ils se retrouvent à Scala ad Caelum, où les premiers Maîtres de la Keyblade ont été formés. Sora parvient à prendre le dessus et vaincre Xehanort. Les autres Maîtres les rejoignent, et alors que Xehanort refuse de céder, Eraqus apparait du cœur de Terra et le convainc d'abandonner le combat. Sora prend la χ-blade et referme la voie vers Kingdom Hearts.
Sora fit le choix d'utiliser le Pouvoir de l'éveil à nouveau pour retrouver Kairi, au risque de disparaître. Chacun parvint à rentrer dans son monde mais alors que Kairi et Sora furent à part sur les Îles du Destin, Sora disparut.

## Système de jeu
Le joueur contrôle Sora, toujours accompagné de ses partenaires habituels Donald et Dingo. Cette fois-ci, deux autres personnages peuvent rejoindre l'équipe combattante, amenant la composition jusqu'à 5 personnages (Sora et 4 en soutien). À un certain moment du jeu, le joueur a la possibilité de contrôler Riku et Aqua .
Ce troisième opus reprend le système de commandes Réaction introduit depuis Kingdom Hearts 2 et propose de nouvelles fonctionnalités offrant encore plus de possibilités : Le Flowmotion (fluidité), introduit dans Dream Drop Distance, la transformation de Keyblade, le Shot Lock, une fonctionnalité de Birth by Sleep, ou encore l'Attraction Flow, un tout nouveau mécanisme inspiré des parcs Disney. 
Le système d'invocation fait son retour avec Ariel, Simba, Stitch ainsi que des invocations inédites comme Ralph (du film Les Mondes de Ralph sorti en 2012) et une invocation Avale-Rêves.

## Développement
Lors d'une interview le 14 septembre 2010, Tetsuya Nomura déclare que son équipe est actuellement trop occupée avec des projets comme Final Fantasy XV pour travailler sur Kingdom Hearts 3. Il indique aussi que son équipe est en train de faire des recherches sur la possibilité que les graphismes de ce futur jeu soient en haute définition, et qu'à cause des exigences techniques engendrées par les consoles de nouvelle génération, Kingdom Hearts 3 sortira sur une plate-forme existante. 

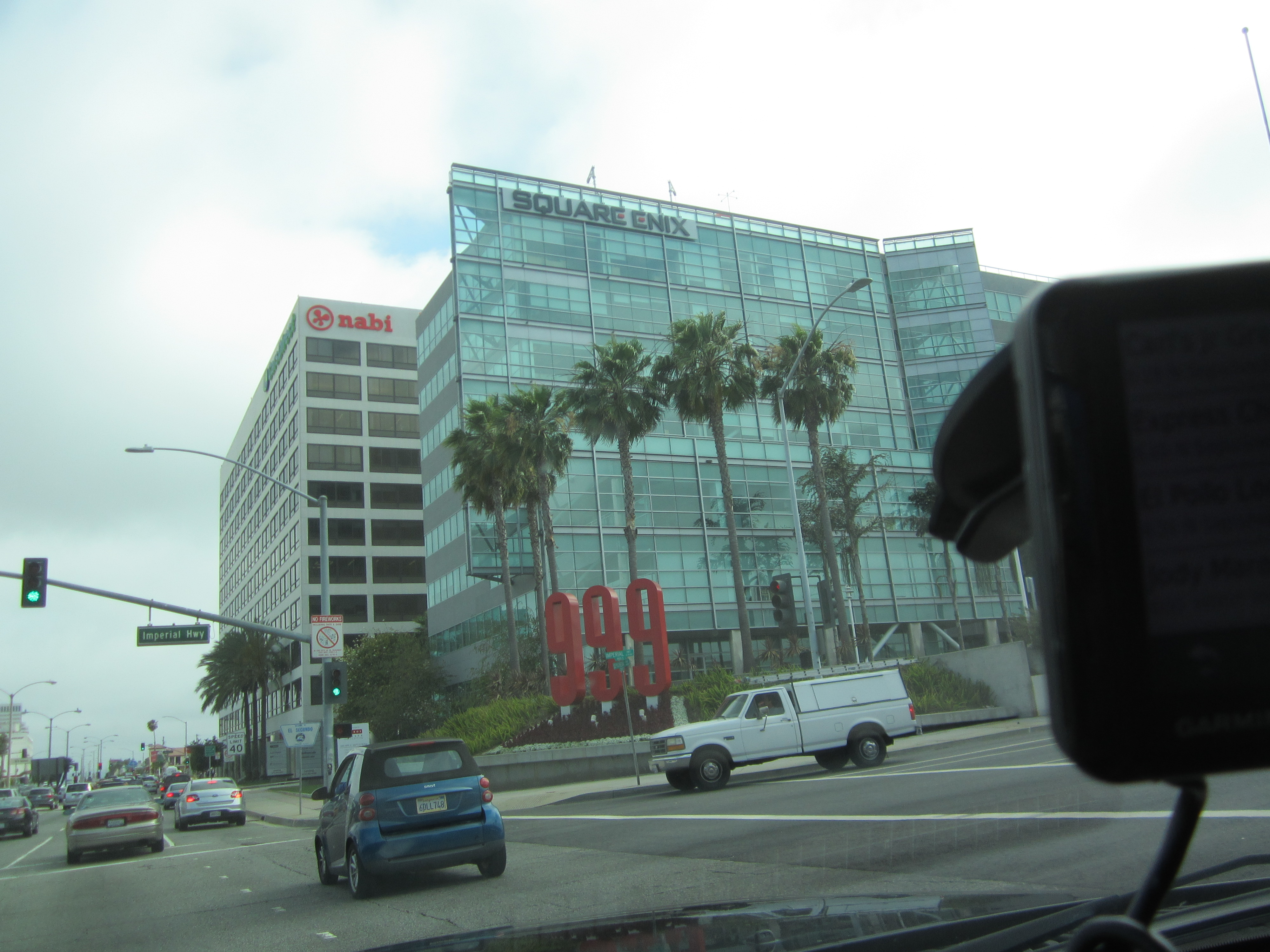
Locaux de Square Enix à Los Angeles

Après plusieurs années de rumeurs et spéculations, Kingdom Hearts III est officialisé le 10 juin 2013 lors de l'E3 2013. Nomura présente une bande-annonce de Kingdom Hearts 3 et déclare que le développement a débuté pour la PlayStation 4 et la Xbox One.
Les années suivant cette annonce, très peu de détails vont filtrer, amenant ainsi la communauté à sans cesse décaler la possible date de sortie. A l'E3 2015, une première vidéo de gameplay mettant en scène le personnage de Sora est présentée. On y découvre une interface familière aux fans de la série servie par des améliorations graphiques significatives[réf. souhaitée]. Le stade finalement peu avancé du jeu est expliqué par l'absence de nouvelles annonces à l'E3 2016[réf. souhaitée].
Le 10 janvier 2017, le développeur Square Enix annonce que de nombreux éléments restent à concevoir pour le jeu, excluant ainsi toute possibilité de sortie du jeu en 2017. Lors de l'E3 2017, un nouveau trailer "orchestra" présentant aussi du gameplay est sorti, annonçant également que de nouvelles informations seraient dévoilées le 15 juillet 2017[réf. souhaitée]. Lors des D23 2017[Quoi ?], le jeu est annoncé pour une sortie en 2018 sur PlayStation 4 et Xbox One. Finalement, lors du Kingdom Hearts Orchestra World Tour de Los Angeles en juin 2018, le jeu est annoncé pour le 25 janvier 2019 au Japon et le 29 janvier 2019 dans le reste du monde.
Lors de la Japan Expo 2018, le public français a eu pour la toute première fois accès à la démo du jeu, une partie d'un niveau inspiré de Toy Story.
Le 20 novembre 2018, le réalisateur de la série Tetsuya Nomura annonce via Twitter que le développement du jeu est terminé. Il en profite pour dévoiler une version allongée de la bande annonce précédemment diffusée dans les cinémas Nord-Américains. Auparavant, une partie avait été montrée à l'E3.

## Audio

### Musiques

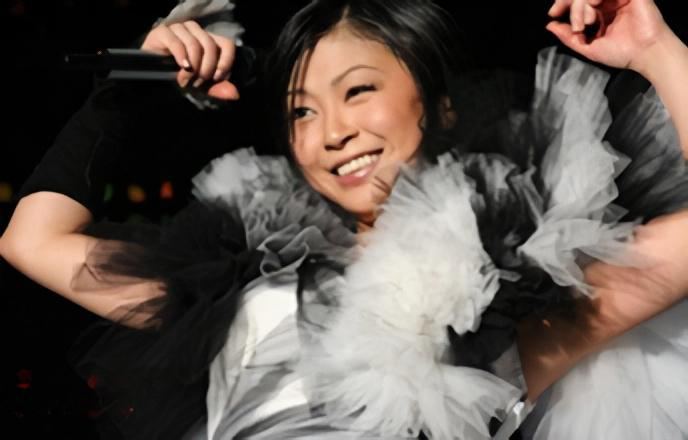
Utada Hikaru en concert, 2006.

Tout comme pour les deux premiers opus, le thème d'ouverture et le thème de fin sont composés, écrits et interprétés par Hikaru Utada : Face My Fears (en collaboration avec le DJ et producteur de musique électronique Skrillex et le compositeur R&B Poo Bear) et Chikai (Don't Think Twice pour la version en anglais). Par ailleurs, la chanson Chikai est incluse dans le septième album de la chanteuse, Hatsukoi, sorti le 27 juin 2018 au Japon.

### Doublage
En juin 2018, lors de l'E3 2018, Square Enix France annonce l'absence de doublage en français pour le jeu (contrairement aux deux premiers opus) : l'éditeur souhaitant privilégier l'anglais et le japonais, avec les sous-titres traduits. Cette décision est également généralisée à la version espagnole et allemande du jeu[réf. souhaitée]. Après l'annonce de Square Enix France (la maison-mère n'ayant fait aucune annonce officielle) concernant l'absence de doublage, certains fans décident de lancer le mouvement #EUDubbingForKH3 sur les réseaux sociaux visant à faire changer d’avis l'éditeur grâce à une pétition en ligne,. Toutefois, tous les jeux dérivés de la série étaient seulement en version sous-titrée.
À la suite de l'affaire Pierre Taki qui ébranle le milieu des comédiens japonais, Square Enix annonce remplacer la voix d'Olaf que doublait le comédien.

## Accueil

### Ventes
Selon Famitsu, au 27 janvier 2019 le jeu s'est écoulé à 640 000 exemplaires au Japon.
Le 5 février 2019, Square Enix annonce avoir écoulé 5 millions d'exemplaires dans le monde.